# Contemporary Records
Contemporary Records  est un label discographique américain, anciennement basé à San Francisco, Californie, actif entre 1951 et 1984.

## Histoire
Contemporary Records est fondé en 1951. Au début des années 1950, Contemporary publie les séances dirigées par Howard Rumsey au Lighthouse d'Hermosa Beach. Le label va publier les enregistrements des principaux acteurs du jazz West Coast. En premier lieu, ceux de Shelly Manne qui se lie à la compagnie par un contrat à long terme. Koenig s'associe au photographe William Claxton pour l'illustration de ses disques. Il n'hésite pas à publier les expérimentations les plus originales du mouvement West Coast. À la fin des années 1950, le label publiera les premiers disques d'Ornette Coleman.
Contemporary s'identifie à un style de jazz appelé West Coast jazz, illustré par Art Pepper, Chet Baker, Shelly Manne et André Previn.
Au milieu des années 1960, la société tombe dans un vide relatif, mais de nouveaux enregistrements limités sont réalisés à la fin des années 1970, notamment une série d'albums d'Art Pepper enregistrés au club Village Vanguard de New York. Après la mort de Les Koenig en 1977, le label est dirigé pendant sept ans par son fils. John, qui a produit des albums de George Cables, Joe Farrell, Joe Henderson, Bobby Hutcherson, Peter Erskine et Chico Freeman.
Le fondateur Lester Koenig décède en 1977. En 1984, Contemporary est racheté par Fantasy Records, qui utilisera le nom pendant une courte période. La plupart des titres de Contemporary sont réédités par Fantasy. Certains titres trouvent également une nouvelle vie parmi les audiophiles d'aujourd'hui sous la forme de LP de haute qualité remasters d'Analogue Productions et d'autres labels audiophiles. Le catalogue de Fantasy, y compris Contemporary et ses labels associés, Good Time Jazz Records, Society for Forgotten Music et Contemporary Composers Series, est vendu à Concord Records en 2004.

## Discographie
La série 3500 (mono)/7500 (stéréo) de disques LP de 12 pouces commence en 1955 et se poursuit jusqu'en 1961. Contemporary est le premier label de jazz à enregistrer des albums en stéréo à partir de 1956.